# Cúp Liên đoàn bóng đá Phần Lan 2008
Cúp Liên đoàn bóng đá Phần Lan 2008 là mùa giải thứ 12 của giải đấu cúp danh giá thứ hai tại Phần Lan. Giải đấu khởi tranh từ ngày 25 tháng 1 năm 2008 và kết thúc với trận Chung kết diễn ra ngày 12 tháng 4 năm 2008. Đương kim vô địch FC Lahti thất bại ở bán kết, trong khi á quân mùa trước FC Inter trở thành nhà vô địch.
Giải đấu Cúp gồm hai giai đoạn. Đầu tiên là vòng bảng với việc 14 đội ở Veikkausliiga chia thành hai bảng. Bốn đội xuất sắc nhất mỗi bảng bước vào vòng đấu loại trực tiếp – tứ kết, bán kết và chung kết.

## Vòng bảng
Mỗi đội thi đấu với các đội khác một lượt, có thể trên sân nhà hoặc sân khách. Các trận đấu diễn ra từ 25 tháng Một đến 24 tháng 3 năm 2008.

### Bảng 1
| XH | Đội            | Tr | T | H | T | BT | BB | HS | Đ  |
| -- | -------------- | -- | - | - | - | -- | -- | -- | -- |
| 1  | Honka          | 6  | 4 | 1 | 1 | 14 | 7  | +7 | 13 |
| 2  | TPS Turku      | 6  | 4 | 1 | 1 | 11 | 7  | +4 | 13 |
| 3  | Tampere United | 6  | 4 | 0 | 2 | 14 | 6  | +8 | 12 |
| 4  | HJK Helsinki   | 6  | 2 | 4 | 0 | 9  | 7  | +2 | 10 |
| 5  | KuPS Kuopio    | 6  | 2 | 0 | 4 | 6  | 14 | −8 | 6  |
| 6  | MyPa           | 6  | 0 | 2 | 4 | 4  | 9  | −5 | 2  |
| 7  | RoPS Rovaniemi | 6  | 0 | 2 | 4 | 2  | 10 | −8 | 2  |

| S.nhà ╲ S.khách | HJK | HON | KPS | MYP | RPS | TAM | TPS |
| HJK             |     |     |     | 2–2 |     | 2–1 | 1–1 |
| FC Honka        | 2–2 |     |     |     | 4–1 |     | 4–0 |
| KuPS            | 1–2 | 0–2 |     |     |     | 1–4 |     |
| MYPA            |     | 1–2 | 1–2 |     | 0–0 |     |     |
| RoPS            | 0–0 |     | 0–1 |     |     |     | 0–1 |
| Tampere United  |     | 3–0 |     | 1–0 | 4–1 |     |     |
| TPS             |     |     | 5–1 | 2–0 |     | 2–1 |     |

### Bảng 2
| XH | Đội           | Tr | T | H | T | BT | BB | HS  | Đ  |
| -- | ------------- | -- | - | - | - | -- | -- | --- | -- |
| 1  | Lahti         | 6  | 5 | 1 | 0 | 18 | 5  | +13 | 16 |
| 2  | Inter Turku   | 6  | 4 | 1 | 1 | 13 | 1  | +12 | 13 |
| 3  | Haka          | 6  | 3 | 1 | 2 | 8  | 6  | +2  | 10 |
| 4  | Jaro          | 6  | 3 | 0 | 3 | 11 | 11 | 0   | 9  |
| 5  | IFK Mariehamn | 6  | 2 | 1 | 3 | 10 | 12 | −2  | 7  |
| 6  | KooTeePee     | 6  | 0 | 2 | 4 | 7  | 19 | −12 | 2  |
| 7  | VPS Vaasa     | 6  | 0 | 2 | 4 | 5  | 18 | −13 | 2  |

| S.nhà ╲ S.khách | HAK | INT | JAR | KTP | LAH | MAR | VPS |
| Haka            |     |     | 3–1 |     | 1–2 | 2–1 |     |
| FC Inter        | 2–0 |     |     | 3–0 |     |     | 5–0 |
| FF Jaro         |     | 1–0 |     | 6–4 |     |     | 3–0 |
| FC KooTeePee    | 0–2 |     |     |     |     | 1–1 | 2–2 |
| FC Lahti        |     | 0–0 | 2–0 | 5–0 |     |     |     |
| IFK Mariehamn   |     | 0–3 | 2–0 |     | 3–4 |     |     |
| VPS             | 0–0 |     |     |     | 1–5 | 2–3 |     |

## Vòng đấu loại trực tiếp

### Tứ kết
| FC Inter          | 0 – 0 (s.h.p.) | Tampere United |
| ----------------- | -------------- | -------------- |
|                   |                |                |
| Loạt sút luân lưu |                |                |
|                   | 5 – 3          |                |

| FC Honka | 2 – 1 | FF Jaro |
| -------- | ----- | ------- |
|          |       |         |

| FC Lahti | 1 – 0 | HJK Helsinki |
| -------- | ----- | ------------ |
|          |       |              |

| TPS | 3 – 2 | FC Haka |
| --- | ----- | ------- |
|     |       |         |

### Bán kết
| TPS | 3 – 2 | FC Lahti |
| --- | ----- | -------- |
|     |       |          |

| FC Inter | 4 – 2 | FC Honka |
| -------- | ----- | -------- |
|          |       |          |

### Chung kết
| TPS | 0 – 1 | FC Inter |
| --- | ----- | -------- |
|     |       |          |